# خلیل‌آباد (تفت، شرق)
خلیل‌آباد روستایی در دهستان پیشکوه بخش مرکزی شهرستان تفت استان یزد ایران است.

## جمعیت
بر پایه سرشماری عمومی نفوس و مسکن در سال ۱۳۹۵ جمعیت این روستا ۳۰۲ نفر (۸۵خانوار) بوده‌است.